# رهوة حمر (المفلحي)

تعديل مصدري - تعديل

رهوة حمر هي إحدى قرى عزلة المفلحي بمديرية المفلحي التابعة لمحافظة لحج، بلغ تعداد سكانها 40 نسمة حسب تعداد اليمن لعام 2004.